# Jean-Pierre Le Goff (orfèvre)
Pour les articles homonymes, voir Jean-Pierre Le Goff et Le Goff.
Jean-Pierre Le Goff (occasionnellement Jean-Pierre Roux-Le Goff ; Morlaix, 24 août 1716 - 9 décembre 1790) est un marchand et maître-orfèvre ayant exercé dans la jurande de Morlaix entre la seconde moitié du XVIIIe siècle et le début du XIXe. Il en est le représentant principal du fait de son abondante production. Son fils, Paul Le Goff, sera le dernier orfèvre en exercice à Morlaix.

## Biographie
Jean-Pierre Le Goff naît le 24 août 1716. Il entre en apprentissage en 1732 chez Claude Cornen, qu'il quitte trois mois après pour apprendre le métier chez Mathurin Héliès.
En 1752, il demeure à Paris dans le quartier de Saint-Germain-l'Auxerrois, qui est celui des compagnons. Il épouse le 2 septembre de cette année-là Éléonore Hamon. Le 20 septembre, il obtient son diplôme de maîtrise et s'installe quai de Léon à Morlaix. Une autre source mentionne une installation en 1754.
À partir du 29 août 1756, il a pour apprenti Guy-François Pellé-Desforges.
Éléonore décède le 1er octobre 1768. Ils ont eu trois filles et trois fils dont Paul, qui deviendra orfèvre et Jean-Pierre-Marie qui sera apprenti orfèvre, reçu  le 20 septembre 1778 mais qui ne s'installera pas.
L'inventaire de son atelier, réalisé le 3 octobre 1769, est long de 16 feuillets. Il présente de nombreux détails quant au travail d'orfèvre de l'époque. Cet inventaire est sans doute fait pour ce second mariage, qui a lieu le 3 septembre avec Catherine-Barbe Le Roux. À la suite de ce mariage, il prendra occasionnellement le nom de Jean-Pierre Roux-Le Goff.
En 1779, il est l'un des quatre orfèvres inscrits pour la ville de Morlaix avec Mathurin Héliès, Jacques-Pierre Langlois et Denis de Lachèse.
Le 3 août 1782, il est le prévôt de la jurande des orfèvres de Morlaix. Son nom ne figure pas au cahier de doléances des orfèvres de Morlaix.
Il décède en 1790 à l'âge de 74 ans.

## Poinçons
Plusieurs poinçons de maître ont été relevés :
- « I.P.G. »[2]
- « G » avec un point au-dessous et une fleur (une rose) au-dessus[P 1],[P 2] ;
- 1779 : « IP » couronné, séparé par une hermine, « G » au-dessous, fleur de lys encadrée de deux points au-dessus[OBB 3] ;
- un poinçon portant une losange et une étoile[P 3].

## Travaux

### Réparations et chantiers réguliers
Il effectue régulièrement des travaux pour l'Église Saint-Melaine de Morlaix (1756, 1757-1771).
Il restaure plusieurs pièces du trésor de Saint-Jean-du-Doigt entre 1765 et 1772.
De 1775 à 1785, il effectue une douzaine d'inventaires après décès.

### Pièces remarquables

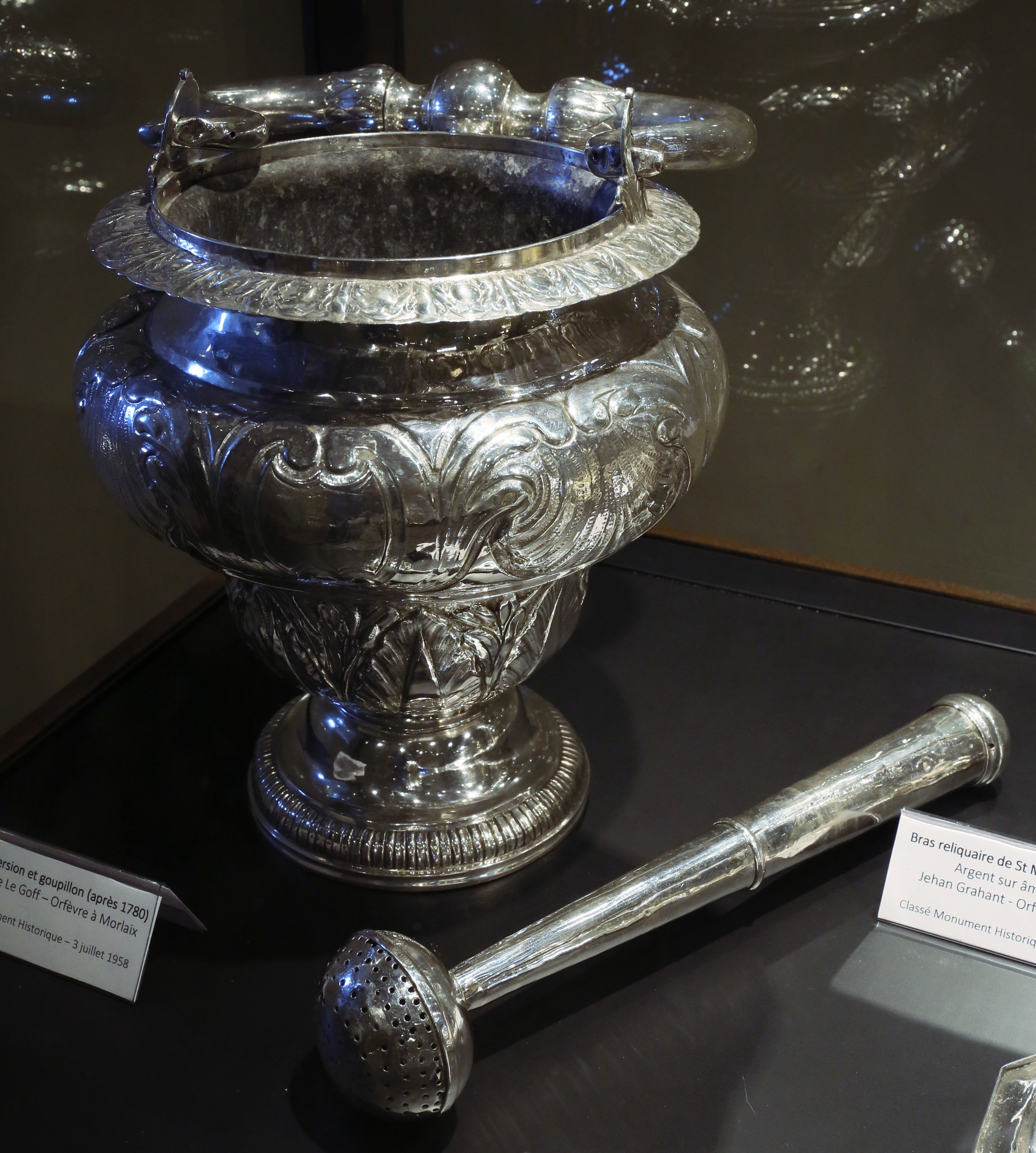
Seau à aspersion, trésor de Saint-Jean-du-Doigt

Un seau à aspersion avec son goupillon en argent, faisant partie du trésor de Saint-Jean-du-Doigt, classé au titre objet des monuments historiques le 3 juillet 1958.
Un calice et sa patène, pour l'église Saint-Pierre de Taulé, exécutés entre 1706 et 1708. La coupe est exécutée par, le pied par François de Saint-Aubin. L'ensemble est inscrit au titre objet des monuments historiques le 5 juillet 1994, puis classé au titre objet le 10 mai 1995.
Des coquilles de baptême (Saint-Thégonnec, Pleyber-Christ, Île-de-Batz).
Une croix-reliquaire exécutée en 1769 pour l'église Saint-Pierre de Pleyber-Christ, inscrite au titre objet des monuments historiques le 5 juillet 1994, puis classée au titre objet le 10 mai 1995.
Un ciboire pour l'église de Saint-Thégonnec, réalisé entre 1766 et 1771 ; la coupe du ciboire porte le poinçon H. N., identifiant un orfèvre de Lyon. Classé au titre objet le 24 octobre 2003.
Une croix-reliquaire exécutée en 1780 pour l'église Saint-Pierre de Plougasnou, classée au titre objet le 30 janvier 2007.
Un ciboire ainsi qu'un calice et sa patène, tous exécutés en 1780 pour l'église Saint-Pierre de Plouvorn, et classés au titre objet le 30 mars 1999,.
Un encensoir au Vieux-Bourg (Côtes-d'Armor), en argent, daté de 1798 et classé au titre objet le 7 décembre 1989.
Un calice et sa patène pour l'église du Sacré-Cœur de Douarnenez, classés au titre objet le 25 avril 1997.
Une patène pour l'église Notre-Dame de Plourin-lès-Morlaix classée au titre objet le 9 septembre 2002.
Une lampe de sanctuaire pour l'église Saint-Pierre de Plouénan, inscrite au titre objet des monuments historiques le 5 juillet 1994, puis classée au titre objet le 10 mai 1995.
Une cafetière, conservée au Château de Laarne, Belgique.